# Gelis cursitans
Gelis cursitans är en stekelart som först beskrevs av Fabricius 1775.  Gelis cursitans ingår i släktet Gelis och familjen brokparasitsteklar. Arten är reproducerande i Sverige. Inga underarter finns listade i Catalogue of Life.